# Chinchay Suyu

Wiphala du Chinchay Suyu.

Le Chinchay Suyu, aussi appelé Chincha Suyu ou Chinchasuyo (en espagnol) est la province du Tawantinsuyu (c'est-à-dire de l'Empire inca) située au nord de Cuzco. Elle se composait de terres fertiles occupées par des quechuas, yungas et chibchas ; elle s'étendait jusqu'à l'actuelle Colombie.
Les Sapa Inca, ou empereurs incas, sont les souverains originaires de, et gouvernant directement la région, Chinchay Suyu, dans le cadre de l’organisation quadripartite du pouvoir.